# Hans Gade

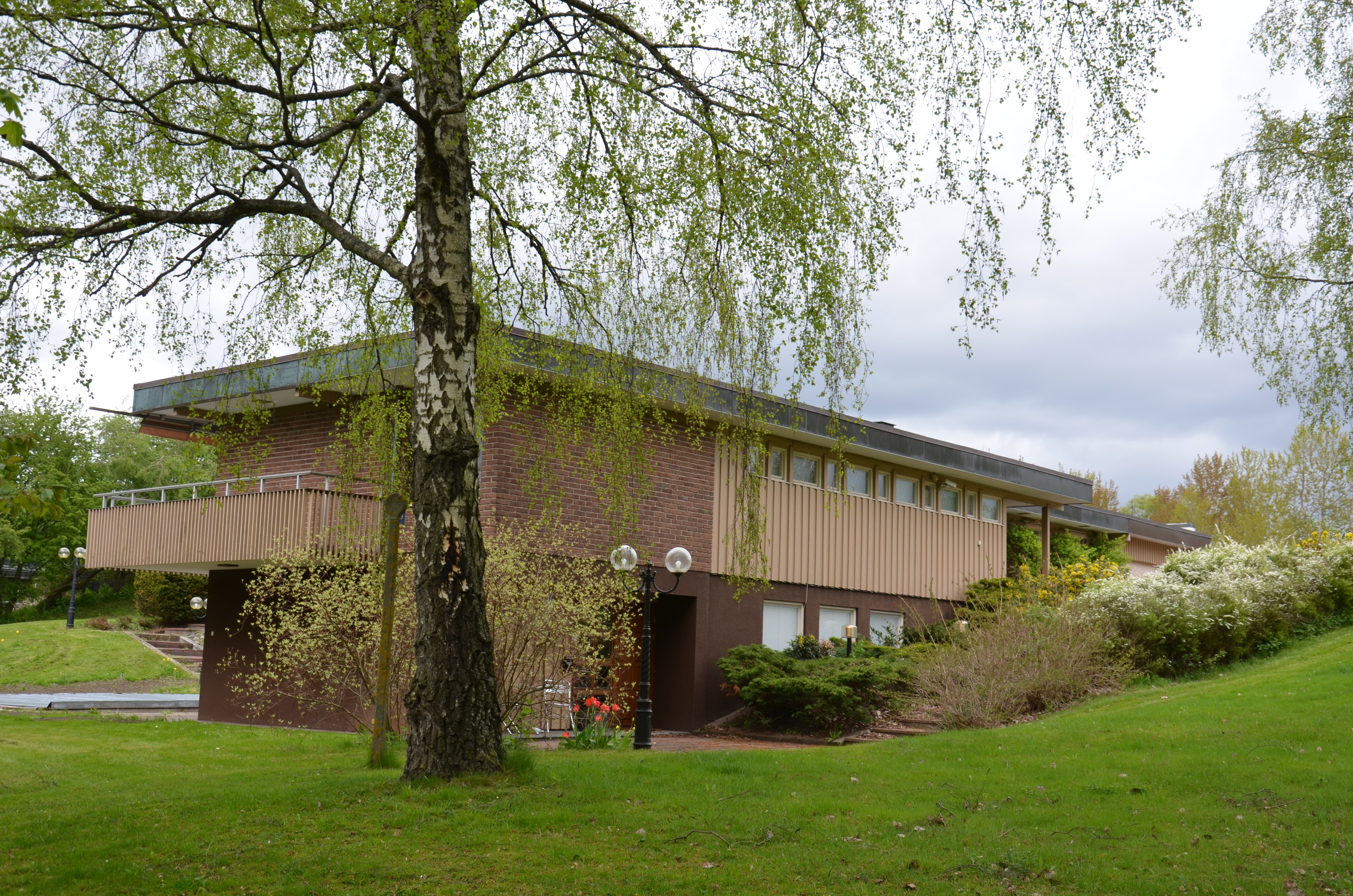
Nordengatan 9 i Norrköping

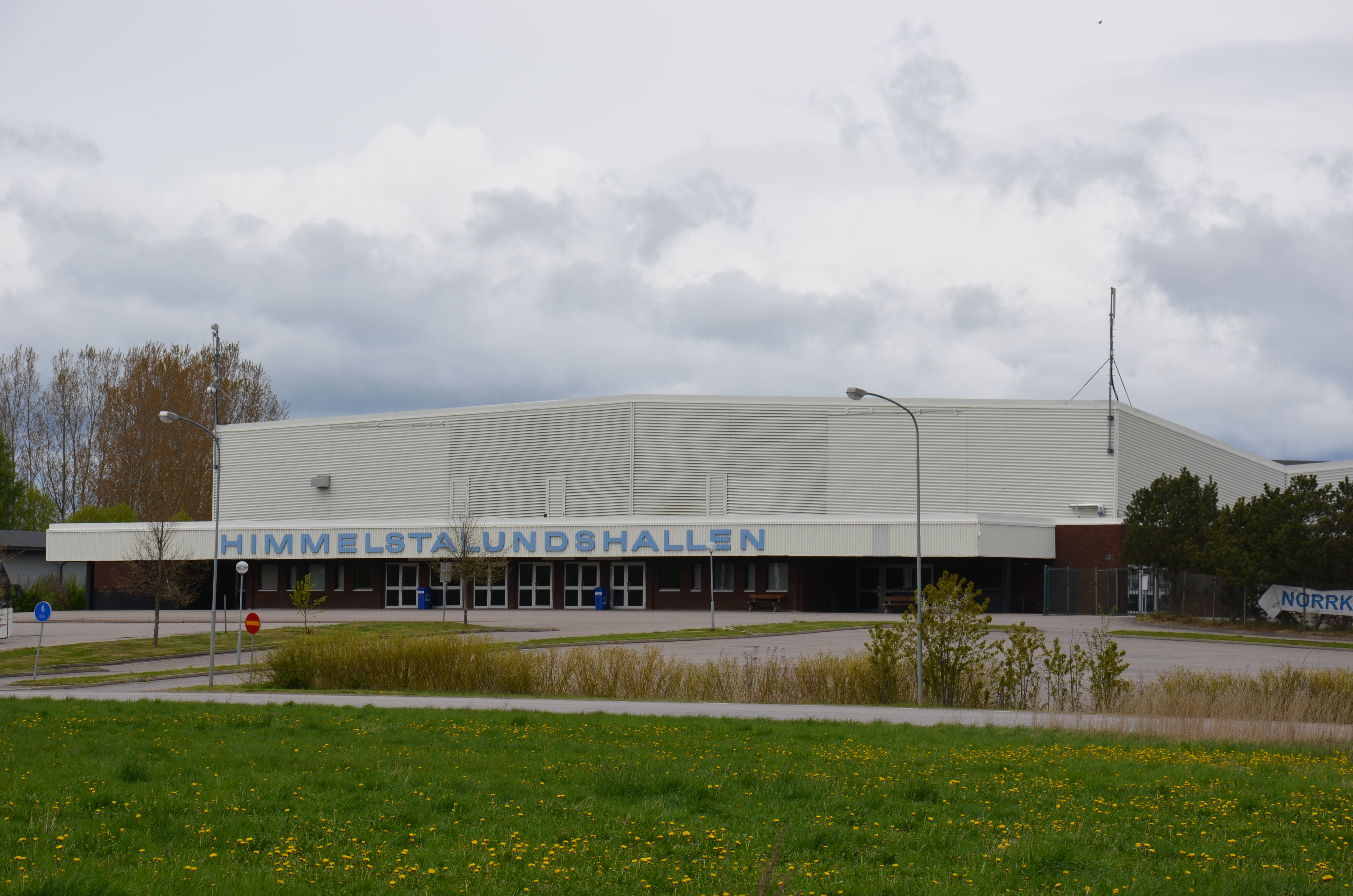
Himmelstalundshallen i Norrköping

Hans Oluf Gade, född 1922 i Korsør i Danmark, död 21 augusti 2002, var en dansk-svensk arkitekt.

## Biografi
Hans Gade var son till Marius Gade och Sigrid Christensen. Han utbildade sig till murare och fick murargesällbrev i Korsør 1942 och på Teknisk Skole i Köpenhamn, där han gick ut 1943. Han tog arkitektexamen på Kunstakademiets Arkitektskole i Köpenhamn 1946 och arbetade därefter 1946-47 som arkitekt i Lillehammer i Norge och i Paris. Från 1948 drev han eget arkitektkontor i Köpenhamn och från 1960 i Norrköping.

## Verk i urval
- Ett flertal villor på Lindö i Norrköping, bland andra på Bidevindsvägen, Bråviksvägen, Pampusvägen och Stjerneldsvägen 1963-66
- Statens trädgårdsskola/Blomsterskolan i Himmelstalund i Norrköping 1964
- Två villor på Nordengatan, kompletterande de sex villor som byggdes till Norrköpingsutställningen NU64, 1966
- Villor i kvarteret Flugsnapparen i Katrineholm, 1967
- Badet i Linghem, 1968
- Badet i Vikingstad, 1969
- Låghusbostadsområdet Borg i Klockaretorpet i Norrköping, 1972-77
- Ebersteinska gymnasiet, södra sidan av Linköpingsvägen i Norrköping, 1972
- Ombyggnad av Hörsalen i Norrköping, 1972
- Himmelstalundshallen i Norrköping, 1977
- Ingelstagymnasiet i Norrköping, 1978
- ABV-huset vid Norrtull, 1984

## Fotogalleri

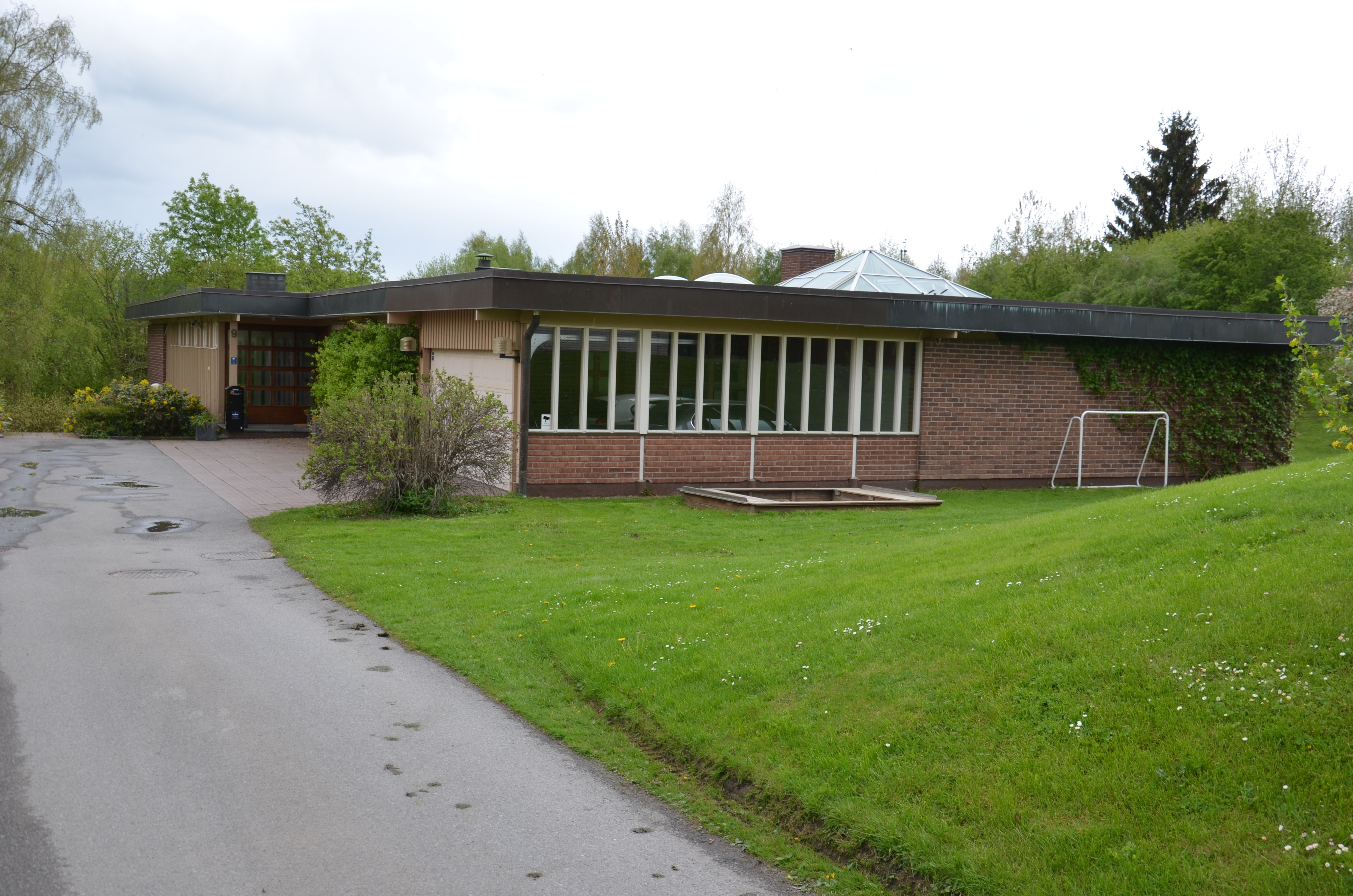
Nordengatan 9 i Norrköping, entrésidan
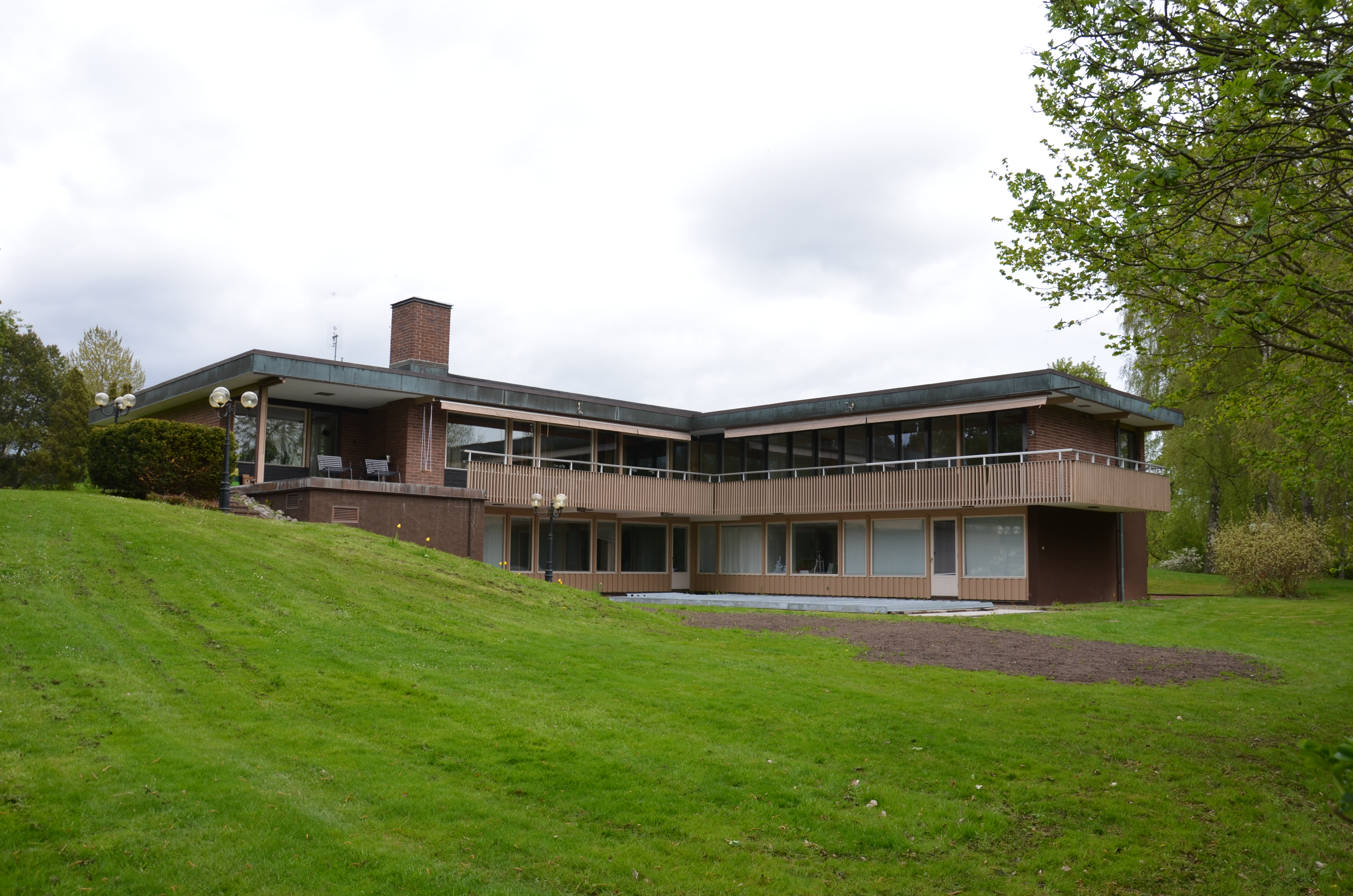
Nordengatan 9 i Norrköping, trädgårdssidan
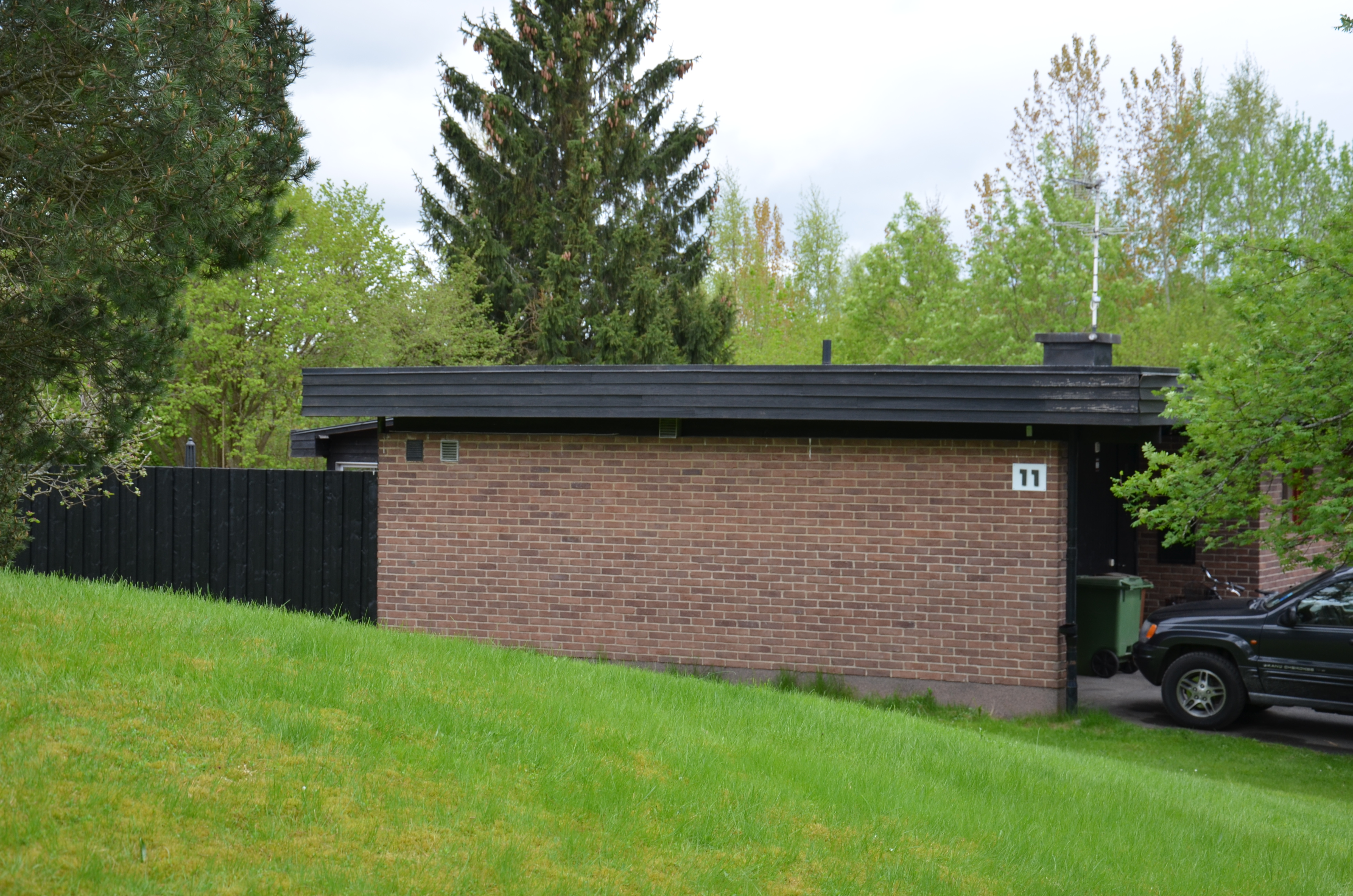
Nordengatan 11 i Norrköping, entrésidan
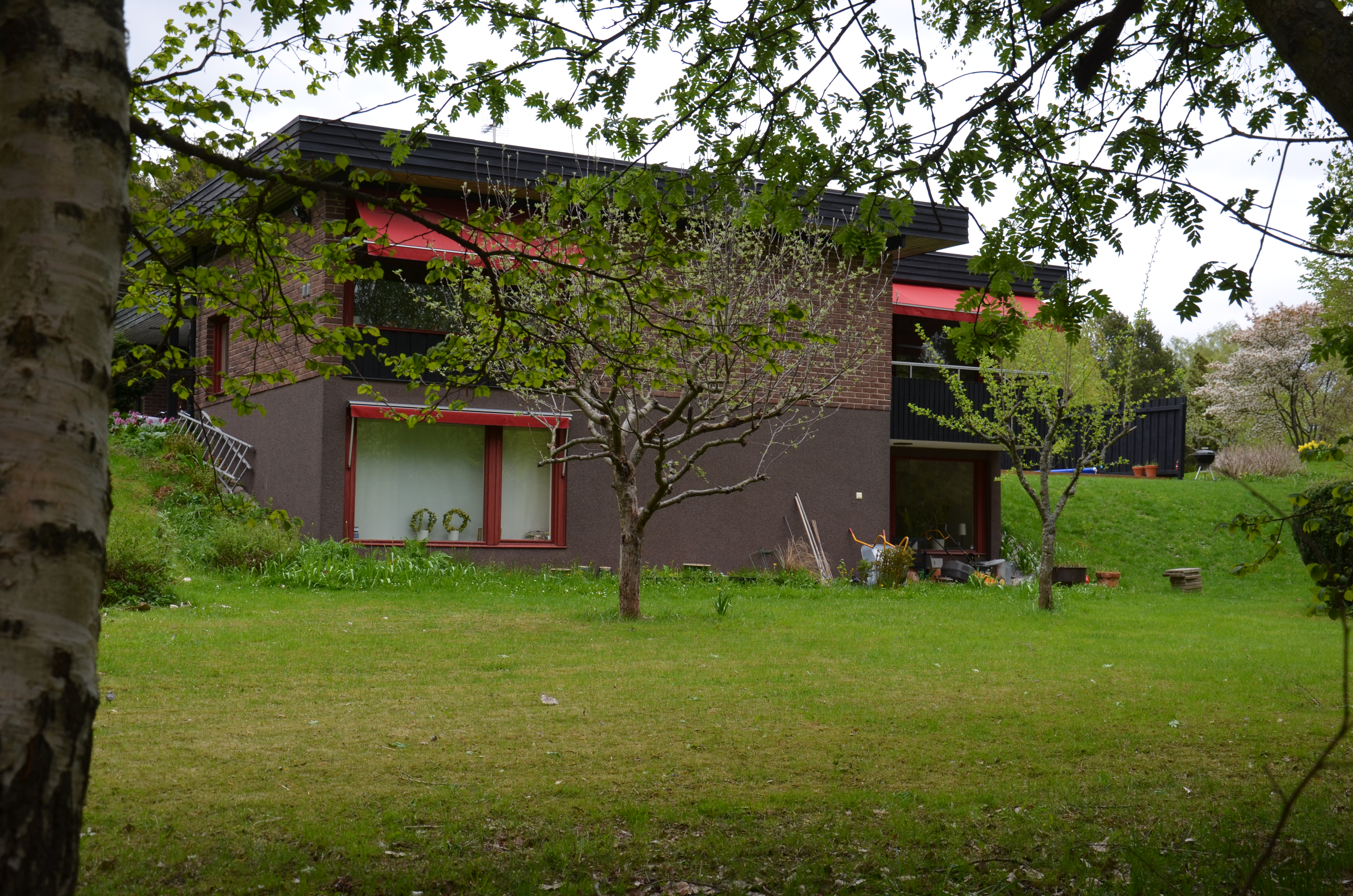
Nordengatan 11 i Norrköping, trädgårdssidan